# جيم وارد (سياسي)
جيم وارد (بالإنجليزية: Jim Ward)‏ هو سياسي أمريكي، ولد في 5 ديسمبر 1957 في الولايات المتحدة. حزبياً، نشط في الحزب الديمقراطي. وقد انتخب عضو مجلس نواب كنساس.

## وصلات خارجية
- الموقع الرسمي